# Algerije op het wereldkampioenschap voetbal 2010

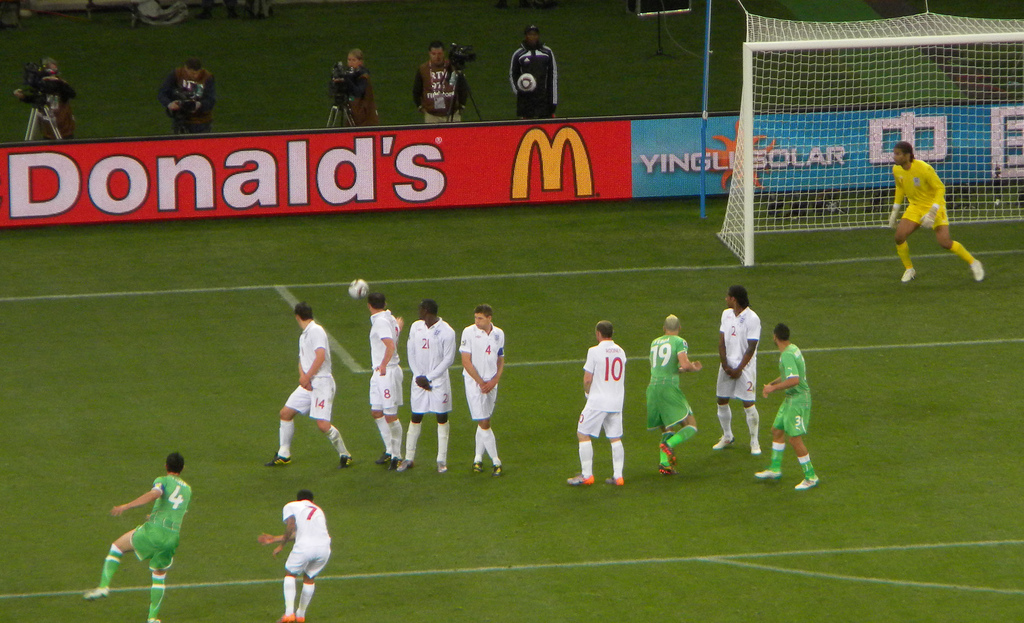
Momentopname uit de wedstrijd Engeland - Algerije tijdens het WK voetbal 2010

Algerije was een van de deelnemende landen aan het wereldkampioenschap voetbal 2010 in Zuid-Afrika. Het Noord-Afrikaanse land nam voor de derde keer in de geschiedenis deel aan de WK-eindronde. De laatste keer was in 1986 in Mexico, waar Algerije werd uitgeschakeld in de groepsfase na een gelijkspel tegen Noord-Ierland (1-1) en nederlagen tegen Brazilië (1-0) en Spanje (3-0).
Op 4 december 2009 werd de loting verricht voor de poule-indeling van de nationale elftallen. Algerije belandde in groep C samen met de Verenigde Staten, Engeland en Slovenië.

## Kwalificatie

### Ronde 2
| Team     | Wed | W | G | V | DV | DT | +/− | Ptn |
| -------- | --- | - | - | - | -- | -- | --- | --- |
| Algerije | 6   | 3 | 1 | 2 | 7  | 4  | 3   | 10  |
| Gambia   | 6   | 2 | 3 | 1 | 6  | 3  | 3   | 9   |
| Senegal  | 6   | 2 | 3 | 1 | 9  | 7  | 2   | 9   |
| Liberia  | 6   | 0 | 3 | 3 | 4  | 12 | −8  | 3   |

|             |         |       |          |       |
| 31 mei 2008 | Senegal | 1 – 0 | Algerije | Dakar |
| 31 mei 2008 |         |       |          | Dakar |

|             |          |       |         |       |
| 6 juni 2008 | Algerije | 3 – 0 | Liberia | Blida |
| 6 juni 2008 |          |       |         | Blida |

|              |        |       |          |        |
| 14 juni 2008 | Gambia | 1 – 0 | Algerije | Banjul |
| 14 juni 2008 |        |       |          | Banjul |

|              |          |       |        |       |
| 20 juni 2008 | Algerije | 1 – 0 | Gambia | Blida |
| 20 juni 2008 |          |       |        | Blida |

|                  |          |       |         |       |
| 5 september 2008 | Algerije | 3 – 2 | Senegal | Blida |
| 5 september 2008 |          |       |         | Blida |

|                 |         |       |          |          |
| 11 oktober 2008 | Liberia | 0 – 0 | Algerije | Monrovia |
| 11 oktober 2008 |         |       |          | Monrovia |

### Ronde 3
De 20 landen, bestaande uit de 12 groepswinnaars en de 8 beste nummers twee werden in 5 groepen van 4 geplaatst. De vijf groepswinnaars plaatsten zich voor het wereldkampioenschap.
| Team     | Wed | W | G | V | DV | DT | +/− | Ptn |
| -------- | --- | - | - | - | -- | -- | --- | --- |
| Algerije | 6   | 4 | 1 | 1 | 9  | 4  | 5   | 13  |
| Egypte   | 6   | 4 | 1 | 1 | 9  | 4  | 5   | 13  |
| Zambia   | 6   | 1 | 2 | 3 | 2  | 5  | −3  | 5   |
| Rwanda   | 6   | 0 | 2 | 4 | 1  | 8  | −7  | 2   |

|               |        |       |          |        |
| 28 maart 2009 | Rwanda | 0 – 0 | Algerije | Kigali |
| 28 maart 2009 |        |       |          | Kigali |

|             |          |       |        |       |
| 7 juni 2009 | Algerije | 3 – 1 | Egypte | Blida |
| 7 juni 2009 |          |       |        | Blida |

|              |        |       |          |               |
| 20 juni 2009 | Zambia | 0 – 2 | Algerije | Chililabombwe |
| 20 juni 2009 |        |       |          | Chililabombwe |

|                  |          |       |        |       |
| 6 september 2009 | Algerije | 1 – 0 | Zambia | Blida |
| 6 september 2009 |          |       |        | Blida |

|                 |          |       |        |       |
| 11 oktober 2009 | Algerije | 3 – 1 | Rwanda | Blida |
| 11 oktober 2009 |          |       |        | Blida |

|                  |        |       |          |       |
| 14 november 2009 | Egypte | 2 – 0 | Algerije | Caïro |
| 14 november 2009 |        |       |          | Caïro |

### Beslissingswedstrijd
Omdat Algerije en Egypte na de groepswedstrijden evenveel punten, een gelijk doelsaldo en aantal gescoorde doelpunten hadden, speelden beide teams een barragewedstrijd. Deze werd op neutraal terrein in Soedan gespeeld en de winnaar plaatste zich voor de eindronde.

|                                        |        |                  |          |                                                                                       |
| 18 november 2009 WK-kwalificatie 18:30 | Egypte | 0 – 1            | Algerije | El Merreikh Stadion, Omdurman Toeschouwers: 35.000 Scheidsrechter: Eddy Maillet (SEY) |
| 18 november 2009 WK-kwalificatie 18:30 |        | 40' Anthar Yahia |          | El Merreikh Stadion, Omdurman Toeschouwers: 35.000 Scheidsrechter: Eddy Maillet (SEY) |

## Oefeninterlands
Algerije speelde drie oefeninterlands in de aanloop naar het WK voetbal in Zuid-Afrika.

|                                      |          |                                                           |        |                                                                                          |
| 3 maart 2010 Vriendschappelijk 19:15 | Algerije | 0 – 3                                                     | Servië | Stade 5 Juillet 1962, Algiers Toeschouwers: onbekend Scheidsrechter: Diatta Badara (SEN) |
| 3 maart 2010 Vriendschappelijk 19:15 |          | 16' Marko Pantelić 55' Zdravko Kuzmanović 65' Zoran Tošić |        | Stade 5 Juillet 1962, Algiers Toeschouwers: onbekend Scheidsrechter: Diatta Badara (SEN) |

|                                     |                                                         |       |          |                                                                             |
| 28 mei 2010 Vriendschappelijk 20:45 | Ierland                                                 | 3 – 0 | Algerije | RDS Arena, Dublin Toeschouwers: 16.888 Scheidsrechter: Eric Braamhaar (NED) |
| 28 mei 2010 Vriendschappelijk 20:45 | Paul Green 31' Robbie Keane 51' Robbie Keane 86' (pen.) |       |          | RDS Arena, Dublin Toeschouwers: 16.888 Scheidsrechter: Eric Braamhaar (NED) |

|                                     |                        |       |             |                                                                                  |
| 5 juni 2010 Vriendschappelijk 18:00 | Algerije               | 1 – 0 | VA Emiraten | Playmobil-Stadion, Fürth Toeschouwers: 13.000 Scheidsrechter: Peter Sippel (GER) |
| 5 juni 2010 Vriendschappelijk 18:00 | Karim Ziani 50' (pen.) |       |             | Playmobil-Stadion, Fürth Toeschouwers: 13.000 Scheidsrechter: Peter Sippel (GER) |

## Selectie
| Nummer / Naam     | Nummer / Naam       | Club                     | Geboortedatum | Duels | Goal | Weggestuurd | Kreeg voor de tweede keer geel en dus rood | Kreeg geel |
| Doel              | Doel                | Doel                     | Doel          | Doel  | Doel | Doel        | Doel                                       | Doel       |
| ----------------- | ------------------- | ------------------------ | ------------- | ----- | ---- | ----------- | ------------------------------------------ | ---------- |
| 01                | Lounès Gaouaoui     | ASO Chlef                | 28.09.1977    | 0     | 0    | 0           | 0                                          | 0          |
| 16                | Faouzi Chaouchi     | ES Sétif                 | 05.12.1984    | 1     | 0    | 0           | 0                                          | 0          |
| 23                | Raïs M'Bolhi        | Slavia Sofia             | 25.04.1986    | 2     | 0    | 0           | 0                                          | 0          |
| Verdediging       |                     |                          |               |       |      |             |                                            |            |
| 02                | Madjid Bougherra    | Glasgow Rangers          | 07.10.1982    | 3     | 0    | 0           | 0                                          | 0          |
| 03                | Nadir Belhadj       | Portsmouth FC            | 18.06.1982    | 3     | 0    | 0           | 0                                          | 0          |
| 04                | Anthar Yahia        | VfL Bochum               | 21.03.1982    | 3     | 0    | 0           | 1                                          | 0          |
| 05                | Rafik Halliche      | CD Nacional Funchal      | 02.09.1986    | 3     | 0    | 0           | 0                                          | 0          |
| 12                | Habib Bellaïd       | US Boulogne              | 28.03.1986    | 0     | 0    | 0           | 0                                          | 0          |
| 14                | Abdelkader Laïfaoui | ES Sétif                 | 29.07.1981    | 0     | 0    | 0           | 0                                          | 0          |
| 18                | Carl Medjani        | AC Ajaccio               | 15.05.1985    | 0     | 0    | 0           | 0                                          | 0          |
| 20                | Djamel Mesbah       | US Lecce                 | 09.10.1984    | 1     | 0    | 0           | 0                                          | 0          |
| Middenveld        |                     |                          |               |       |      |             |                                            |            |
| 06                | Yazid Mansouri      | FC Lorient               | 25.02.1978    | 0     | 0    | 0           | 0                                          | 0          |
| 07                | Ryad Boudebouz      | FC Sochaux               | 19.02.1990    | 1     | 0    | 0           | 0                                          | 0          |
| 08                | Medhi Lacen         | Racing Santander         | 05.02.1984    | 3     | 0    | 0           | 0                                          | 2          |
| 13                | Karim Matmour       | Borussia Mönchengladbach | 25.06.1985    | 3     | 0    | 0           | 0                                          | 0          |
| 15                | Karim Ziani         | VfL Wolfsburg            | 17.08.1982    | 3     | 0    | 0           | 0                                          | 0          |
| 17                | Adlène Guedioura    | Wolverhampton Wanderers  | 12.11.1985    | 3     | 0    | 0           | 0                                          | 0          |
| 19                | Hassan Yebda        | Portsmouth FC            | 14.05.1984    | 3     | 0    | 0           | 0                                          | 2          |
| 21                | Foued Kadir         | Valenciennes FC          | 05.12.1983    | 3     | 0    | 0           | 0                                          | 0          |
| 22                | Djamel Abdoun       | FC Nantes                | 14.02.1986    | 1     | 0    | 0           | 0                                          | 0          |
| Aanval            |                     |                          |               |       |      |             |                                            |            |
| 09                | Abdelkader Ghezzal  | AC Siena                 | 05.12.1984    | 2     | 0    | 0           | 1                                          | 0          |
| 10                | Rafik Saïfi         | FC Istres                | 07.02.1975    | 2     | 0    | 0           | 0                                          | 0          |
| 11                | Rafik Djebbour      | AEK Athene               | 08.03.1984    | 2     | 0    | 0           | 0                                          | 0          |
| Bondscoach        |                     |                          |               |       |      |             |                                            |            |
| Vlag van Algerije | Rabah Saâdane       |                          | 03.05.1946    |       |      |             |                                            |            |

## WK-wedstrijden

### Groep C
|                        |          |                  |                  |                                                                                    |
| 13 juni 2010 13:30 uur | Algerije | 0 – 1            | Slovenië         | Peter Mokaba Stadion, Polokwane Toeschouwers: 30.325 Scheidsrechter: Carlos Batres |
| 13 juni 2010 13:30 uur |          | Wedstrijdverslag | 79' Robert Koren | Peter Mokaba Stadion, Polokwane Toeschouwers: 30.325 Scheidsrechter: Carlos Batres |

|                        |                  |       |          |                                                                                 |
| 18 juni 2010 20:30 uur | Engeland         | 0 – 0 | Algerije | Groenpuntstadion, Kaapstad Toeschouwers: 64.100 Scheidsrechter: Ravshan Irmatov |
| 18 juni 2010 20:30 uur | Wedstrijdverslag |       |          | Groenpuntstadion, Kaapstad Toeschouwers: 64.100 Scheidsrechter: Ravshan Irmatov |

|                        |                      |                  |          |                                                                                           |
| 23 juni 2010 16:00 uur | Verenigde Staten     | 1 – 0            | Algerije | Loftus Versfeld Stadion, Pretoria Toeschouwers: 35.827 Scheidsrechter: Frank De Bleeckere |
| 23 juni 2010 16:00 uur | Landon Donovan 90+1' | Wedstrijdverslag |          | Loftus Versfeld Stadion, Pretoria Toeschouwers: 35.827 Scheidsrechter: Frank De Bleeckere |

### Eindstand
| Land             | Wed | Win | Gel | Ver | DV | DT | +/− | Pnt |
| ---------------- | --- | --- | --- | --- | -- | -- | --- | --- |
| Verenigde Staten | 3   | 1   | 2   | 0   | 4  | 3  | 1   | 5   |
| Engeland         | 3   | 1   | 2   | 0   | 2  | 1  | 1   | 5   |
| Slovenië         | 3   | 1   | 1   | 1   | 3  | 3  | 0   | 4   |
| Algerije         | 3   | 0   | 1   | 2   | 0  | 2  | −2  | 1   |

FAF · A-internationals · Bondscoaches · Statistieken · Selecties · Algerijns vrouwenelftal · Olympisch elftal · Algerije U21 · Algerije U20 · Algerije U19 · Algerije U18 · Algerije U17
1957 – 1969 · 
1970 – 1979 · 
1980 – 1989 · 
1990 – 1999 · 
2000 – 2009 · 
2010 – 2019 ·
2020 − 2029
WK 1982 · 
WK 1986 · 
WK 2010 · 
WK 2014
OS 1980 · 
OS 2016
1957 · 
1958 · 
1959 ·
1960 · 
1961 · 
1962 · 
1963 · 
1964 · 
1965 · 
1966 · 
1967 · 
1968 · 
1969 ·
1970 · 
1971 · 
1972 · 
1973 · 
1974 · 
1975 · 
1976 · 
1977 · 
1978 · 
1979 ·
1980 · 
1981 · 
1982 · 
1983 · 
1984 · 
1985 · 
1986 · 
1987 · 
1988 · 
1989 · 
1990 · 
1991 · 
1992 · 
1993 · 
1994 · 
1995 · 
1996 · 
1997 · 
1998 · 
1999 · 
2000 · 
2001 · 
2002 · 
2003 · 
2004 · 
2005 · 
2006 · 
2007 · 
2008 · 
2009 · 
2010 · 
2011 ·
2012 ·
2013 ·
2014 ·
2015 ·
2016 ·
2017 ·
2018 ·
2019 ·
2020 ·
2021 ·
2022 ·
2023 ·
2024
Albanië ·
Angola ·
Argentinië ·
Armenië ·
Bahrein ·
Bangladesh ·
België ·
Benin ·
Bolivia ·
Bosnië en Herzegovina ·
Botswana ·
Brazilië ·
Bulgarije ·
Burkina Faso ·
Burundi ·
Centraal-Afrikaanse Republiek ·
Chili ·
China ·
Colombia ·
Congo-Brazzaville ·
Congo-Kinshasa ·
Cuba ·
Denemarken ·
Djibouti ·
DDR ·
Duitsland ·
Egypte ·
Engeland ·
Equatoriaal-Guinea ·
Ethiopië ·
Finland ·
Frankrijk ·
Gabon ·
Gambia ·
Ghana ·
Guinee ·
Guinee-Bissau ·
Hongarije ·
Ierland ·
Irak ·
Iran ·
Italië ·
Ivoorkust ·
Joegoslavië ·
Jordanië ·
Kaapverdië ·
Kameroen ·
Kenia ·
Koeweit ·
Lesotho ·
Libanon ·
Liberia ·
Libië ·
Luxemburg ·
Madagaskar ·
Malawi ·
Maleisië ·
Mali ·
Malta ·
Marokko ·
Mauritanië ·
Mexico ·
Mozambique ·
Namibië ·
Nepal ·
Niger ·
Nigeria ·
Noord-Ierland ·
Oeganda ·
Oman ·
Oostenrijk ·
Peru ·
Polen ·
Portugal ·
Qatar ·
Roemenië ·
Rusland ·
Rwanda ·
Saoedi-Arabië ·
Senegal ·
Servië ·
Seychellen ·
Sierra Leone ·
Slovenië ·
Slowakije ·
Soedan ·
Somalië ·
Sovjet-Unie ·
Spanje ·
Syrië ·
Tanzania ·
Togo ·
Tsjaad ·
Tunesië ·
Turkije ·
Uruguay ·
Verenigde Arabische Emiraten ·
Verenigde Staten ·
Zambia ·
Zimbabwe ·
Zuid-Afrika ·
Zuid-Jemen ·
Zuid-Korea ·
Zweden ·
Zwitserland
België (2014) · 
Chili (1982) · 
Duitsland (2014) · 
Engeland (2010) · 
Oostenrijk (1982) ·
Rusland (2014) ·
Senegal (2019, 2) ·
Slovenië (2010) · 
Verenigde Staten (2010) ·
West-Duitsland (1982) · 
Zuid-Korea (2014)